# Phil Bryant
Pour les articles homonymes, voir Bryant.
Dewey Phillip Bryant dit Phil Bryant, né le 9 décembre 1954 à Moorhead (Mississippi) est un homme politique américain, membre du Parti républicain. Il est gouverneur de l'État du Mississippi de 2012 à 2020.

## Biographie
Élu gouverneur du Mississippi le 8 novembre 2011 avec 61 % des voix devant le candidat démocrate Johnny DuPree, il entre en fonction le 10 janvier 2012. Il est réélu le 3 novembre 2015 en obtenant 67 % des voix face au démocrate Robert Gray.

### Prises de position
Il se déclare engagé contre le droit de l'avortement et entend faire du Mississippi un « abortion free state » (État où l’avortement ne se pratique pas).

## Sources
- (en) Cet article est partiellement ou en totalité issu de l’article de Wikipédia en anglais intitulé « Phil Bryant » (voir la liste des auteurs).